# Fuck Dat Nigga
Fuck Dat Nigga è un singolo della etichetta discografica statunitense Quality Control Music pubblicato l'8 dicembre 2017.

## Tracce
1. Fuck Dat Nigga – 3:26